# Yamuna
La Yamuna (en hindi: यमुना (Yamunā) ou जमुना (Jamunā), en ourdou: یمنا (Yamunā) ou جمنا (Jamunā)) — également appelée Jumna, Jamna ou Yamna dans les dialectes locaux — est une rivière majeure de l'Inde, d'une longueur de 1 370 kilomètres, affluent du Gange. La Yamuna est l'une des sept rivières sacrées de l'Inde.

## Géographie
La Yamuna prend sa source à Yamunotri, au nord de Haridwar dans l'Himalaya, coule en direction du sud-est, traverse la chaîne des Siwalik et après Delhi et Agra se jette dans le Gange à Prayagraj, dans l'État de l'Uttar Pradesh. La Chambal et la Betwâ sont ses affluents principaux. Le confluent de la Yamuna et du Gange est sacré pour les hindous, Prayagraj est un centre important de pèlerinage où se situe tous les 12 ans le rassemblement de la Kumbh Mela.
On trouve tout le long de la Yamuna, un grand nombre de monuments historiques, tels que le Taj Mahal et le Fort rouge à Agra ou encore le Fort Rouge à Delhi. Autrefois artère commerciale importante, le Yamuna sert aujourd'hui principalement à l'irrigation des États d'Uttar Pradesh et du Pendjab.
Environ 57 millions de personnes dépendent des eaux de la Yamuna. Avec un volume annuel d'environ 10 000 millions de m3 et l'utilisation de 4 400 millions de m3 — dont 96 % pour l'irrigation — la rivière participe pour plus de 70 % à l'approvisionnement en eau de Delhi.
La Yamuna est, après le Gange et la Sarasvati aujourd'hui disparue, le cours d'eau le plus sacré en Inde. Elle est considérée comme la fille de Sūrya, le dieu du soleil, et la sœur de Yama, le dieu de la mort et, selon la tradition, ceux qui prennent un bain dans les eaux saintes du fleuve ne craignent pas la mort. Elle est également étroitement liée au Mahabharata et au dieu Krishna dont l'enfance se passe sur ses rives.

## Représentation iconographique

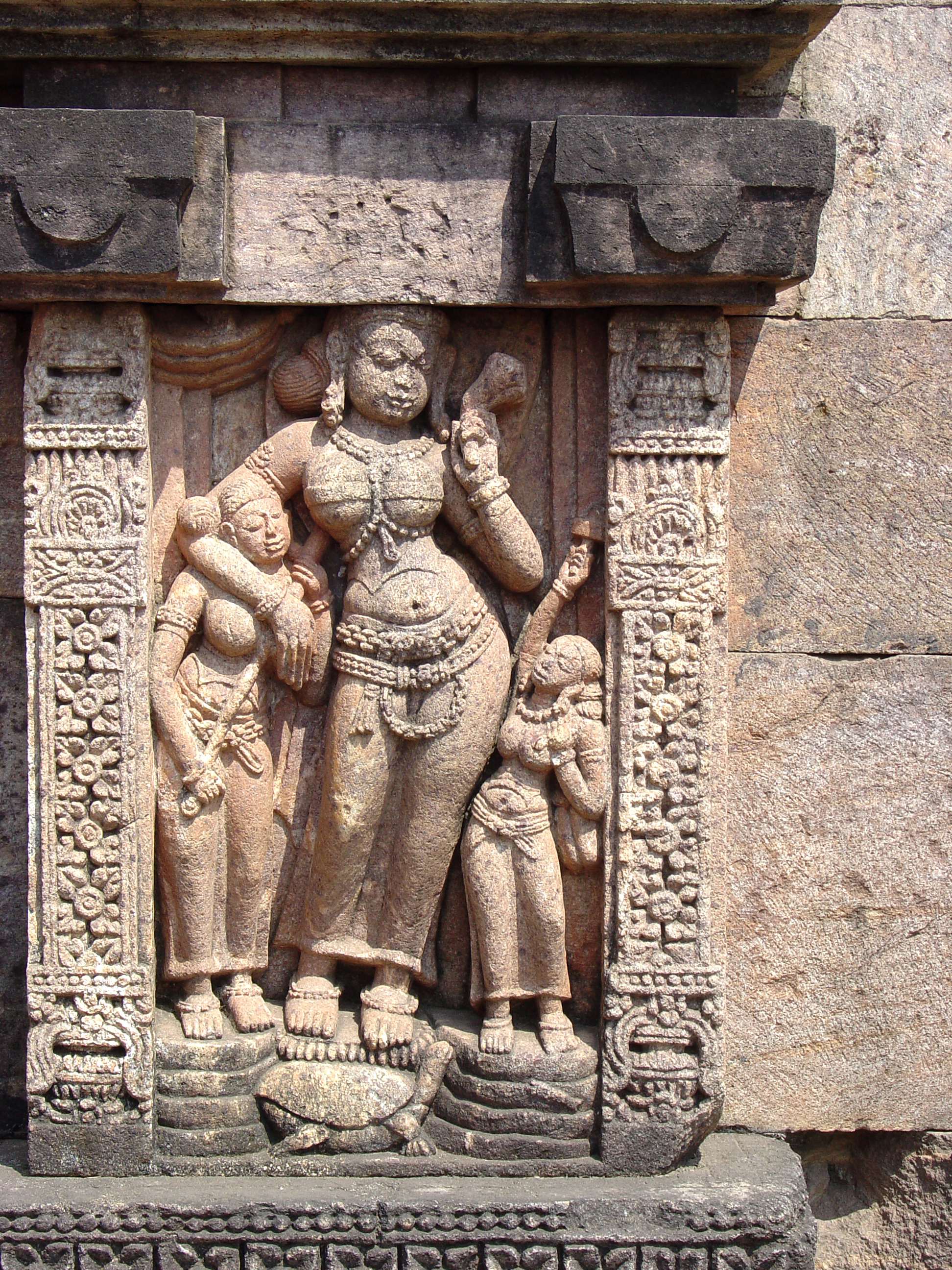
Représentation de la déesse Yamunâ.

En tant que divinité, la Yamunâ est fréquemment représentée dans les temples hindous. Elle est figurée comme un personnage féminin juchée sur une tortue, fréquemment accompagnée d'une ou deux demoiselles suivantes portant un parasol. Elle est généralement représentée sur les montants de la porte d'entrée du temple, en pendant à la déesse du Gange, Ganga. Sur le plan symbolique leur présence induit la purification du fidèle qui franchit la porte.

## Personnalité juridique
Le 20 mars 2017, la haute cour de l'État himalayen de l'Uttarakhand décrète que le Gange et la Yamuna, sont des « entités vivantes ayant le statut de personne morale ». Le décret précise que les cours d'eau seront représentés par ses tuteurs légaux ; le directeur du programme Namami Gange (en), le secrétaire en chef et l'avocat général  d'Uttarakhand sont ainsi « tenus de maintenir le statut des rivières et de promouvoir leur santé et leur bien-être ».
Cette décision a toutefois été annulée en juillet 2017 par la Cour Suprême.